# Făcău, Giurgiu
Făcău este un sat în comuna Bulbucata din județul Giurgiu, Muntenia, România. În 1925 făcea parte din plasa Argeșul a aceluiași județ, satul fiind trecut la comuna Gorneni.
La recensământul din 2002 avea o populație de 188 locuitori. Lângă sat există un iaz în care se poate practica pescuitul.